# Fello-Koundoua
Fello-Koundoua – miasto i subprefektura w Gwinei, w prefekturze Tougué, w regionie Labé.